# آنجلینا لاو
لورن ویلیامز (زاده ۱۳ سپتامبر ۱۹۸۱) یک کشتی‌گیر حرفه ای کانادایی است. او بیشتر به خاطر حضور در توتال نان‌استاپ اکشن رسلینگ با نام رینگ آنجلینا لاو شناخته می‌شود. او با اتحادیه ملی کشتی (NWA) قرارداد امضا کرده است.
بین رینگ آو آنر و TNA/Impact، لاو هفت بار قهرمان جهان زنان است، که شش بار قهرمانی TNA Knockouts را برای خود حفظ کرده است، در کنار یک بار حکمرانی خود به عنوان قهرمان تگ تیم TNA Knockouts به همراه کاتارینا واترز. او همچنین یک بار قهرمانی زنان افتخار جهان را کسب نمود در حالی که در رینگ آو آنر (ROH) شرکت کرده بود.

## زندگی شخصی
در اواخر سال ۲۰۰۷، او شروع به ملاقات با جرد ویکس، خواننده اصلی گروه سیوینگ آبل کرد، اما از اوت ۲۰۰۸، این زوج تصمیم به جدایی گرفتند.
در ژانویه ۲۰۱۵، ویلیامز با کشتی‌گیر TNA، دیوی ریچاردز آشنا شد. این زوج در ۲۷ آوریل ۲۰۱۵ نامزدی خود را اعلام کردند و در ۱۰ ژوئن ۲۰۱۵ ازدواج نمودند. در ۳۰ ژوئیه، ویلیامز در حساب توییتر خود اعلام کرد که او و ریچاردز در انتظار اولین فرزند خود هستند، پسر آنها که در ۱۷ مارس ۲۰۱۶ به دنیا آمد. در سال ۲۰۱۷، ویلیامز توییت کرد که او و ریچاردز از هم جدا شده‌اند.
در ۸ مارس ۲۰۲۳، لاو نامزدی خود را با دوست پسر قدیمی و همکار کشتی‌گیر حرفه ای مورتون وولارد اعلام کرد. در ۱ اکتبر ۲۰۲۳، لاو با وولارد در یک مراسم ساحل صمیمی ازدواج کرد.

## قهرمانی‌ها و دستاوردها

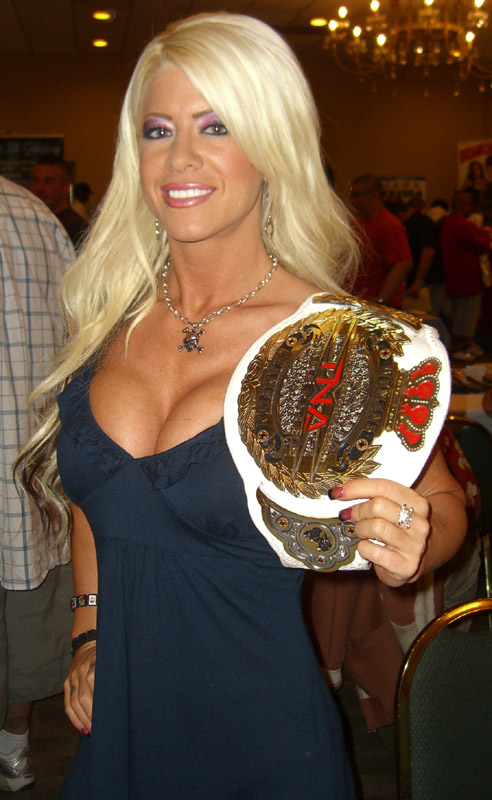
لاو شش بار قهرمان TNA ناک اوت شده است

- کشتی دره اوهایو
  - رومبل کابوس زنان (2022)[۱۷]
- کشتی حرفه ای مصور
  - او در سال 2009[۱۸] و در سال ۲۰۱۰ در رده‌بندی ۵۰ کشتی‌گیر زن برتر PWI رتبه ۲ را از بین ۵۰ کشتی‌گیر زن برتر کسب کرد[۱۹]
- پراید کشتی حرفه ای
  - مسابقات قهرمانی زنان PWP (1 بار)[۲۰]
- رینگ آو آنر
  - قهرمانی زنان افتخار جهان (۱ بار)[۲۱]
- توتال نان‌استاپ اکشن رسلینگ
  - قهرمانی ناک اوت زنان TNA (6 بار)
  - قهرمانی تگ تیم TNA ناک اوت (۱ بار) – با کاتارینا واترز[۲۲][۲۳]
  - مسابقات قهرمانی تگ تیم TNA ناک اوت تورنمنت (۲۰۱۰) – با کاتارینا واترز[۲۳]
  - مسابقات جهانی ایمپک (۲۰۱۵)
- انقلاب در کلاس جهانی
  - مسابقات قهرمانی بخش الماس WCR (1 بار)[۲۴]